# 短萼天料木
短萼天料木（学名：Homalium brevisepalum），为大风子科天料木属下的一个植物种。